# Cyclocephala quercina
Cyclocephala quercina är en skalbaggsart som beskrevs av Hermann Burmeister 1847. Cyclocephala quercina ingår i släktet Cyclocephala och familjen Dynastidae. Inga underarter finns listade i Catalogue of Life.